# USS Capitaine (SS-336)
Lo USS Capitaine (codice e numero d'identificazione SS-336) è stato un sommergibile della United States Navy, appartenente alla classe Balao. Costruito nei cantieri Electric Boat Company di Groton nel Connecticut, venne varato nell'ottobre 1944 e combatté nelle ultime fasi della seconda guerra mondiale in Estremo Oriente. Fu poi ceduto all'Italia a metà anni sessanta, ribattezzato Alfredo Cappellini (distintivo ottico S 507) e integrato nella Marina Militare.

## Impiego operativo

### Nella Marina statunitense
Questo sommergibile della classe Balao, costruito nei cantieri Electric Boat Company di Groton nel Connecticut, impostato il 2 dicembre 1943, venne varato il 1º ottobre 1944 e consegnato alla US Navy il 26 gennaio 1945, giunse a Pearl Harbor il successivo 15 aprile impegnato in varie missioni nel Pacifico, la prima delle quali il 6 maggio 1945, ricevendo una Battle star, un'importante decorazione americana della seconda guerra mondiale.
Tornato al termine della guerra a San Diego in California il 26 settembre 1945 dopo essere stato sottoposto a lavori di manutenzione e partecipato per qualche anno alle attività di squadra, venne posto in riserva il 10 febbraio 1950. Tornò in servizio il 23 febbraio 1957 ed ebbe come base operativa San Diego. Nel 1965 prese parte anche a un film di Otto Preminger, Prima vittoria, distribuito dalla Paramount Pictures con John Wayne, Kirk Douglas, e Henry Fonda, che racconta una storia che ha come sfondo l'attacco di Pearl Harbor. Al film prese parte anche un'unità della classe Fletcher, il cacciatorpediniere Walker che successivamente, ribattezzato Fante (D 561), sarebbe entrato a far parte della Marina Militare. Curiosamente, un altro battello della classe Balao il sommergibile USS Cubera (SS-347) aveva preso parte a un film nel 1955, il cui titolo era Il mostro dei mari.

### Nella Marina Militare
Il Capitaine, ceduto in prestito il 5 marzo 1966 alla Marina Militare Italiana, venne ribattezzato Alfredo Cappellini, dal nome di un capitano di fregata della Regia Marina che si era distinto nella terza guerra di indipendenza, caduto nella battaglia di Lissa ed insignito di medaglia d'oro al valor militare. Il Cappellini prestò servizio fino al 1º novembre 1977 quando venne posto in disarmo, venendo radiato dal Registro navale italiano il successivo 5 dicembre.

## Nome

Il sommergibile Alfredo Cappellini a Taranto

In precedenza il nome di Alfredo Cappellini era stato dato ad un sommergibile della Regia Marina facente parte della classe Marcello, particolarmente distintosi durante la seconda guerra mondiale nell'Atlantico, con al comando il capitano di corvetta Salvatore Todaro. Trasformato in sommergibile da trasporto nel 1943, fu sorpreso in oriente dall'armistizio e venne catturato dai giapponesi che lo consegnarono ai tedeschi. Incorporato nella Kriegsmarine e rinominato UIT 24 proseguì nel conflitto con un equipaggio misto italo-tedesco fino al 10 maggio 1945, quando con la resa della Germania venne incorporato nella Marina imperiale giapponese e rinominato I-503 continuò ad operare fino al termine del conflitto nel Pacifico, servendo così sotto le principali bandiere dell'asse. Dopo la resa del Giappone i pochi marinai italiani superstiti vennero imprigionati dagli americani, mentre lo scafo del battello venne portato ad affondare il 16 aprile 1946 nelle acque al largo di Kōbe.